# Don Quichotte chez la Duchesse
Pour les articles homonymes, voir Don Quichotte (homonymie).
Ne doit pas être confondu avec Don Quichotte, opéra de Jules Massenet.

Don Quichotte chez la Duchesse, op. 97, est un opéra (ou opéra-ballet ou comédie-ballet) baroque du compositeur français Joseph Bodin de Boismortier sur un livret de Charles-Simon Favart, créé en 1743 à Paris. L'histoire s'inspire du roman homonyme de Miguel de Cervantes.

## Historique
Cet opéra est joué deux ans avant la première représentation de Platée de Jean-Philippe Rameau, qui aura lieu le 31 mars 1745 à Versailles, autre opéra comique de par le caractère burlesque de son personnage principal homonyme. En parallèle, le librettiste Charles-Simon Favart donnait, un an auparavant et à l'Académie Royale de Musique, une parodie d'Hippolyte et Aricie également de ce compositeur. Joseph Bodin de Boismortier et le librettiste se rencontrent à la Foire Saint-Laurent car le compositeur y est embauché comme sous-chef et Charles-Simon Favart comme metteur en scène. Ils décident de s'associer pour écrire un opéra-comique. Don Quichotte est le premier ouvrage du genre de l'opéra écrit par le compositeur et le deuxième livret de Favart. Il est composé pour le Carnaval de Paris de 1743 pour servir une commande royale,.
L'opéra est créé le 12 février 1743 à l'Académie Royale de Paris dans la Grande Salle du Théâtre du Palais-Royal. Lors de cette première représentation, l'opéra ballet est suivi d'une reprise des Amours de Ragonde, de Mouret.

### Postérité
L'ouvrage a vraisemblablement joui d'une forte popularité après sa création. Il a offert au compositeur un de ses premiers et plus grands succès ainsi qu'une renommée qui lui permit de vivre de sa musique. L'ouvrage a notamment été interprété par les célèbres soprano et danseuse du XVIIIe siècle Marie Fel et Marie-Anne de Camargo.
Une parodie de l'ouvrage paraît peu après sous le nom de Don Quichotte Polichinelle, composée par Adrien-Joseph Le Valois d'Orville. Elle fut jouée en 1743 au Théâtre de Marionnettes de la Foire Saint-Germain.

### Aujourd'hui
Une version de concert est donnée à la BBC le 9 février 1973, avec Felicity Palmer, Christine Clarke, Philip Langridge, Neil Jenkins, Michael Rippon et dirigée par Roger Norrington.

#### Hervé Niquet et le Concert Spirituel
L'opéra est redécouvert à la période actuelle notamment par le chef d'orchestre français Hervé Niquet dans les années 1980, qu'il fit sortir de l'ombre. Il en ressort une production au Grand Palais à Paris en 1988 pour le début de son ensemble le Concert Spirituel. La première version scénique de cet œuvre à la période actuelle est en 1996. Hervé Niquet y dirige alors Stephan Van Dyck en Don Quichotte, Richard Biren en Sancho Pança, Emily Hall et Paul Gay.
Depuis, Hervé Niquet dirige des représentations de cet ouvrage régulièrement sur beaucoup de scènes françaises et à l'étranger ainsi que des versions de concerts et des enregistrements. Le Concert Spirituel s'est notamment doté des humoristes Shirley et Dino pour mettre en scène, voire participer sur scène, aux productions de cet opéra-ballet où le comique est prépondérant. Il s'est également entouré du chorégraphe Philippe Lafeuille pour les scènes de ballet.
Les productions de cet ouvrage par Hervé Niquet et son ensemble se rapproche davantage de la farce sur scène, brisant régulièrement le quatrième mur pour jouer avec le public : sont joués des airs postérieurs à la date de composition de l'ouvrage, des saynètes burlesques sont intercalées autour de la pièce, etc. Le contexte de la mise en scène est conservée dans son époque et l'on assiste à ce que l'on pourrait nommer une comédie musicale baroque.

#### Autre
En 1988 au Grand Palais dirigé par Hervé Niquet. En 1996 à l'Opéra Comique puis repris à Metz dirigé par Hervé Niquet avec le Concert Spirituel, mis en scène par Vincent Tavernier. En 1997 à l'Opéra de Bordeaux dirigé par Didier Bouture, mis en scène par Criqui. En 2001 au Théâtre de Lucerne dirigé par Hervé Niquet et Didier Bouture, mis en scène par Béatrice Jaccard et Peter Schelling. En 2004 à Montréal dirigé par Hervé Niquet avec La Nouvelle Sinfonie. En 2005 en version concert à la Chapelle Sainte Anne de Toulouse, sous la direction de Jean-Marc Andrieu avec l'Orchestre baroque de Montauban. En 2015 à l'Opéra Théâtre de Metz dirigé par Hervé Niquet avec le Concert Spirituel et mis en scène par Shirley et Dino. François-Nicolas Geslot joue Don Quichotte, Marc Labonnette en Sancho Pança, Chantal Santon-Jeffery, Virgile Ancely, Marie-Pierre Wattiez, Agathe Boudet, Charles Barbier. Reprise en 2016 et 2020 de la production l'Opéra Royal du Château de Versailles. En 2016 au Festival de Radio-France à Montpellier. Avec Emiliano Gonzalez-Toro, Marc Labonnette, Chantal Santon, João Fernandes. Repris en tournée en 2017 pour trente représentations dont à l'international à l'Opéra de Mexico et au Festival Cervantes à Guanajuato notamment,. En 2017 au Festival de Sablé.

## Description
L'ouvrage est un opéra-ballet comique en trois actes de moins de deux heures. Il s'agit plus exactement d'un ballet comique plutôt que d'un opéra à proprement parler, par sa nature proche de la farce mise en musique. L'opéra-ballet n'est pas parvenu complet jusqu'à nous : il manque en effet les scènes de comédie dans le livret. Cela oblige les nouvelles productions à ignorer ou réinventer les passages perdus,.

### Résumé
L'histoire du livret reprend un passage du roman de Miguel de Cervantes dans lequel une farce diégétique mise en abîme est jouée par les personnages à l'intérieur de la pièce elle-même, dont l'histoire est entrecoupé d'intermèdes avec ballets,. Don Quichotte est victime des facéties du Duc et de la Duchesse lui faisant croire qu'il est bien accueilli au château. Les épisodes, rôles et actions sont cependant détournés du récit originel, dans un arrangement fait par le librettiste : l'aventure se termine au Japon. En tant que comédie-ballet, chaque entrée, ou acte, de l'ouvrage développe son intrigue propre.

### Rôles
| Rôle                   | Voix                    | Créateurs               |
| ---------------------- | ----------------------- | ----------------------- |
| Chant                  |                         |                         |
| Don Quichotte          | ténor (ou haute-contre) | Jean-Antoine Bérard     |
| Sancho Pança           | baryton (ou taille)     | Louis-Antoine Cuvillier |
| La Duchesse Altisidore | soprano                 | Marie Fel               |
| Paysanne               | soprano                 | Mlle Bourbonnois        |
| Japonaise              | soprano                 | Marie Fel               |
| Duc                    | basse                   |                         |
| Merlin                 | basse                   | Person                  |
| Montésinos             | basse                   | Albert                  |
| Japonais               | basse                   | Person                  |
| Amante enchantée 1     | soprano                 | Mlle Clairon            |
| Amante enchantée 2     | soprano                 | Mlle Gondré             |
| Danse                  |                         |                         |
| Ballerine              | Ballerine               | Marie-Anne de Camargo   |

### Argument

#### Prologue
Le Duc et la Duchesse, fervents lecteurs de Miguel de Cervantes reconnaissent Don Quichotte et Sancho qui entrent sur leurs terres. Ils organisent donc une farce dans le théâtre du château transformé en fausse forêt pour moquer la naïveté du chevalier.

#### Acte I
Une forêt : le duc appelle le héros au secours, lui faisant croire que la duchesse est attaquée par un monstre. Pour retenir Quichotte, la duchesse feint de l'aimer, mais celui-ci, amoureux de Dulcinée, la rejette et s'en va. Sancho, qui veut quant à lui rester au château, fait croire à Quichotte, avec la complicité de la Duchesse, que Dulcinée se cache dans la vallée, transformée en paysanne par un sort. Le Duc, déguisé en Merlin, vient annoncer à Quichotte qu'il doit se rendre chez Montésinos et donner mille coups de bâtons à Sancho pour que Dulcinée redevienne elle-même.

#### Acte II
La caverne de Montésinos : Sancho revient et prétend s'être donné les coups, quand la Duchesse se présente en tant que reine du Japon. Elle tente de nouveau de séduire Don Quichotte ; mais, face à un nouveau refus, elle laisse éclate sa fureur. Don Quichotte s'élance alors pour combattre un géant qui garde l'entrée de la grotte de Montésinos. Ce dernier annonce la victoire du chevalier, mais le prévient que le charme de Dulcinée n'est pas encore rompu car Sancho n'a pas reçu les coups. C'est alors que la Duchesse, toujours en colère, fait changer le héros et son servant en ours et en singe.

#### Acte III
Les jardins de la Duchesse : les domestiques de la Duchesse font semblant de prendre Quichotte et Sancho pour des animaux. Quand Sancho essaie de convaincre le chevalier d'accepter l'amour d'Altisidore ainsi que ses richesses, celui-ci reste insensible. Merlin réapparaît et libère les deux héros du sortilège, puis offre au chevalier Dulcinée et l'empire du Japon, et à l'écuyer, l'amour d'une infante. Les Japonais célèbrent le courage du héros.

## Enregistrements
- Boismortier. Don Quichotte chez la Duchesse, Naxos, 1997, dir. Hervé Niquet avec l'ensemble le Concert Spirituel, enregistré en 1996 à la Grande salle de l’Arsenal de Metz, 1 CD[19].